# Canzone segreta
Canzone segreta è stato un programma televisivo italiano, in onda su Rai 1 dal 12 marzo al 20 aprile 2021 con la conduzione di Serena Rossi. Il programma è l'adattamento italiano del programma francese La Chanson Secrète trasmesso da TF1.

## Il programma
Il programma, tratto dal format francese La Chanson Secrète della rete TF1, è condotto da Serena Rossi e trasmesso dallo studio 5 degli Studi televisivi Fabrizio Frizzi di Roma.
In ogni puntata alcuni personaggi dello spettacolo, dello sport, del giornalismo e della cultura si alternano su una poltrona bianca e vivono sorprese e ricordi ispirati al loro brano del cuore, che viene cantato per loro da uno o più ospiti segreti. La stampa ha definito Canzone segreta un emotainment, ovvero un programma che unisce emozioni e intrattenimento.
Il programma è scritto da Tiziana Martinengo, Barbara Boncompagni, Salvo Guercio, Annarita Sasso e Matteo Bracaloni e diretto da Piergiorgio Camilli.
La prima edizione è andata in onda di venerdì dal 12 marzo al 16 aprile 2021 per cinque puntate seguite da una puntata speciale, intitolata Stasera canzoni segrete, andata in onda martedì 20 aprile 2021.

## Edizioni
| Edizioni | Anno | Conduzione   | Periodo       | Periodo        | Puntate | Regia               | Studio                                                |
| Edizioni | Anno | Conduzione   | Inizio        | Fine           | Puntate | Regia               | Studio                                                |
| -------- | ---- | ------------ | ------------- | -------------- | ------- | ------------------- | ----------------------------------------------------- |
| 1ª       | 2021 | Serena Rossi | 12 marzo 2021 | 20 aprile 2021 | 6       | Piergiorgio Camilli | Studio 5 degli Studi televisivi Fabrizio Frizzi, Roma |

## Puntate e ascolti
| Puntata                 | Messa in onda  | Protagonisti                                                                                                   | Altri Ospiti | Ascolti        | Ascolti | Ascolti |
| Puntata                 | Messa in onda  | Protagonisti                                                                                                   | Altri Ospiti | Telespettatori | Share   | Fonte   |
| ----------------------- | -------------- | --- | --- | -------------- | ------- | ------- |
| 1                       | 12 marzo 2021  | Luca Argentero, Marco Tardelli, Carlo Conti, Veronica Pivetti, Virginia Raffaele, Franca Leosini, Cesare Bocci | Cristina Marino, Roberto Vecchioni, Myrta Merlino, Lillo e Greg, Cristina D'Avena, Ron, Jessica Morlacchi, Silvia Mezzanotte, Roberta Giarrusso, Roberta Lanfranchi, Paolo Conticini, Massimo Ghini | 4 168 000      | 19,34%  | [ 6 ]   |
| 2                       | 19 marzo 2021  | Romina Power, Ciro Ferrara, Marcella Bella, Carolyn Smith, Mika, Michele Placido                               | Tullio Solenghi, Massimo Lopez, Nino Buonocore, Clementino, Anna Tatangelo, Paolo Belli, Elio, Chiara, Violante Placido                                                                             | 3 984 000      | 17,37%  | [ 7 ]   |
| 3                       | 26 marzo 2021  | Raoul Bova, Francesca Fialdini, Claudia Gerini, Paola Perego, Gigi D'Alessio, Amanda Lear                      | Irene Grandi, Neri per caso, Francesco Gabbani, Alan Sorrenti, Francesco Monte, Mario Ermito, Sergio Muniz                                                                                          | 3 977 000      | 17,45%  | [ 8 ]   |
| 4                       | 9 aprile 2021  | Belén Rodríguez, Orietta Berti, Eleonora Daniele, Ornella Muti, Alessio Boni, Marco Bocci                      | Syria, Laura Chiatti, Francesca Michielin, Fabio Concato, Omar Pedrini, Giusy Ferreri, Annalisa, Massimo Ranieri                                                                                    | 3 802 000      | 16,64%  | [ 9 ]   |
| 5                       | 16 aprile 2021 | Anna Valle, Enrico Brignano, Valeria Fabrizi, Giancarlo Giannini, Simona Ventura, Massimo Ghini                | Irama, Flora Canto, Paolo Jannacci, Nina Zilli, Diana Del Bufalo, Giorgia Giacobetti, Pupi Avati, Gianmarco Saurino, Pierpaolo Spollon, Michele Bravi, Riccardo Rossi, Nancy Brilli                 | 3 644 000      | 15,70%  | [ 10 ]  |
| Media                   | Media          | Media | Media | 3 915 000      | 17,29%  | 17,29%  |
| Stasera canzoni segrete | 20 aprile 2021 | Adriano Panatta, Max Giusti, Cristina Parodi                                                                   | Ron, Stato Sociale, Mietta | 3 029 000      | 13,50%  | [ 11 ]  |

## Canzone segreta emozioni remix
Nel pomeriggio del sabato sono andate in onda delle puntate con il meglio della trasmissione, intitolate Canzone segreta Emozioni Remix.
| Puntata | Messa in onda | Ascolti        | Ascolti | Ascolti |
| Puntata | Messa in onda | Telespettatori | Share   | Fonte   |
| ------- | ------------- | -------------- | ------- | ------- |
| 1       | 13 marzo 2021 | 978.000        | 6.6%    | [ 13 ]  |
| 2       | 3 aprile 2021 | 1.342.000      | 8.5%    | [ 14 ]  |

## Audience
| Edizione | Rete televisiva | Anno | Stagione          | Programmazione | Programmazione | Programmazione | Programmazione | Programmazione | Programmazione | Programmazione | Telespettatori | Share  | Premiere       | Premiere | Finale         | Finale |
| Edizione | Rete televisiva | Anno | Stagione          | L              | M              | M              | G              | V              | S              | D              | Telespettatori | Share  | Telespettatori | Share    | Telespettatori | Share  |
| -------- | --------------- | ---- | ----------------- | -------------- | -------------- | -------------- | -------------- | -------------- | -------------- | -------------- | -------------- | ------ | -------------- | -------- | -------------- | ------ |
| 1ª       | Rai 1           | 2021 | inverno-primavera |                |                |                |                |                |                |                | 3 915 000      | 17,29% | 4 168 000      | 19,34%   | 3 644 000      | 15,70% |

## Esportazione del format
Il format è stato realizzato in Francia da parte della società di produzione Can't Stop Media (già Vivendi Entertainment) ed è stato esportato poi in Finlandia, Estonia, Grecia, Svezia e Italia.
| Paese                      | Nome                                  | Canale   | Data debutto     | Data chiusura   | Presentatore     |
| -------------------------- | ------------------------------------- | -------- | ---------------- | --------------- | ---------------- |
| Francia (format originale) | La Chanson secrète                    | TF1      | 29 dicembre 2018 | 11 gennaio 2020 | Nikos Aliagas    |
| Svezia                     | Secret Song Sverige                   | TV4      | 23 gennaio 2022  | 13 marzo 2022   | Maria Forsblom   |
| Estonia                    | Salalaul                              | TV3      | 4 dicembre 2022  | in corso        | Jüri Pootsmann   |
| Finlandia                  | Laulu Rakkaudelle – Secret Song Suomi | MTV3     | 25 dicembre 2020 | in corso        | Marja Hintikka   |
| Grecia                     | The Secret Song                       | Alpha TV | 12 novembre 2023 | in corso        | Natalia Germanou |

Il format è stato poi venduto in Russia, ma la versione locale non è mai andata in onda.